# هنگ کنگ (فیلم)
هنگ کنگ (انگلیسی: Hong Kong) فیلمی در ژانر ماجراجویی به کارگردانی لوئیس آر. فاستر محصول سال ۱۹۵۲ کشور ایالات متحده آمریکا است.

## بازیگران
- رونالد ریگان در نقش Jeff Williams
- روندا فلمینگ در نقش Victoria Evans
- نایجل بروس در نقش Mr. Lighton
- Marvin Miller در نقش Tao Liang
- Lady May Lawford در نقش Mrs. Lighton
- لاول گیلمور در نقش Danton
- کلود الیستر در نقش Hotel Manager
- دنی چانگ در نقش Wei Lin